# Simon Doubleday
Simon Richard Doubleday ist ein US-amerikanischer Mittelalterhistoriker.

## Leben
Er wuchs in Bath auf und besuchte das Pembroke College in Cambridge. Er erwarb 1988 den Bachelor of Arts an der University of Cambridge und 1996 den Ph.D. an der Harvard University. Seit 1998 lehrt er an der Hofstra University als Professor eine breite Palette von Kursen zur Geschichte des Mittelalters und der Renaissance. Derzeit lebt er in New York City und Santiago de Compostela. Sein Hauptforschungsgebiet ist die mittelalterliche spanische Geschichte.

## Schriften (Auswahl)
- The Lara family. Crown and nobility in medieval Spain. Cambridge 2001, ISBN 0-674-00606-2.
- mit David Coleman (Hg.): In the light of medieval Spain. Islam, the West, and the relevance of the past. New York 2008, ISBN 3-9819182-1-5.
- mit Celia Chazelle, Felice Lifshitz und Amy G. Remensnyder (Hg.): In the light of medieval Spain. Islam, the West, and the relevance of the past. London 2012, ISBN 978-0-203-80386-8.
- The wise king. A Christian prince, Muslim Spain, and the birth of the Renaissance. New York 2015, ISBN 978-0-465-06699-5.